# نادي شهربان
نادي شهربان الرياضي هو أحد أندية الدوري العراقي يلعب في الدوري العراقي الدرجة الثانية ويقع مقر النادي في محافظة ديالى أسس عام 2003 .